# 南开大学滨海开发研究院
南开大学滨海开发研究院，简称南开大学滨海研究院，成立于2008年，位于南开大学八里台校区文科创新楼。南开大学滨海开发研究院是南开大学从事国家和区域经济社会发展的重大战略、政策和理论问题研究的学术机构和南开大学服务滨海新区和区域发展的学术智库。2016年6月，南开大学滨海开发研究院入选首批天津市高校智库。